# Stauf (Neumarkt in der Oberpfalz)

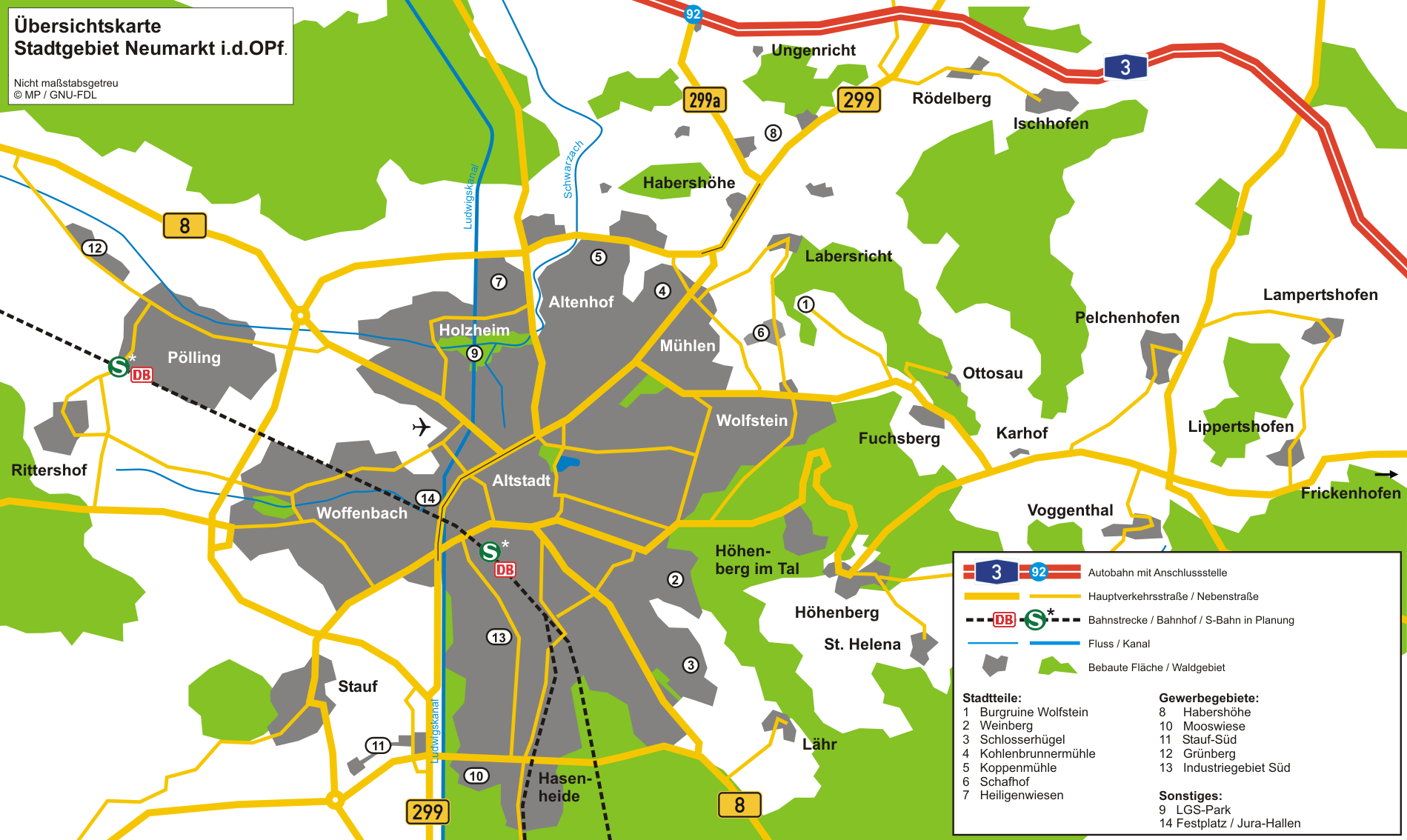
Stadtgebiet Neumarkt

Stauf ([ʃtaʊ̯f] ) ist ein Gemeindeteil der Großen Kreisstadt Neumarkt in der Oberpfalz.

## Geographie
Das Kirchdorf Stauf liegt auf einer Höhe von 450 m ü. NHN südwestlich von Neumarkt, am Fuß des 512 Meter hohen Staufer Berges, und hat 807 Einwohner (Stand: 31. Dezember 2022). Über den Staufer Berg führt die Europäische Hauptwasserscheide, die Main/Donau-Wasserscheide, welche hier ebenso in der Nähe des Ortes den Ludwig-Donau-Main-Kanal kreuzt.

## Geschichte

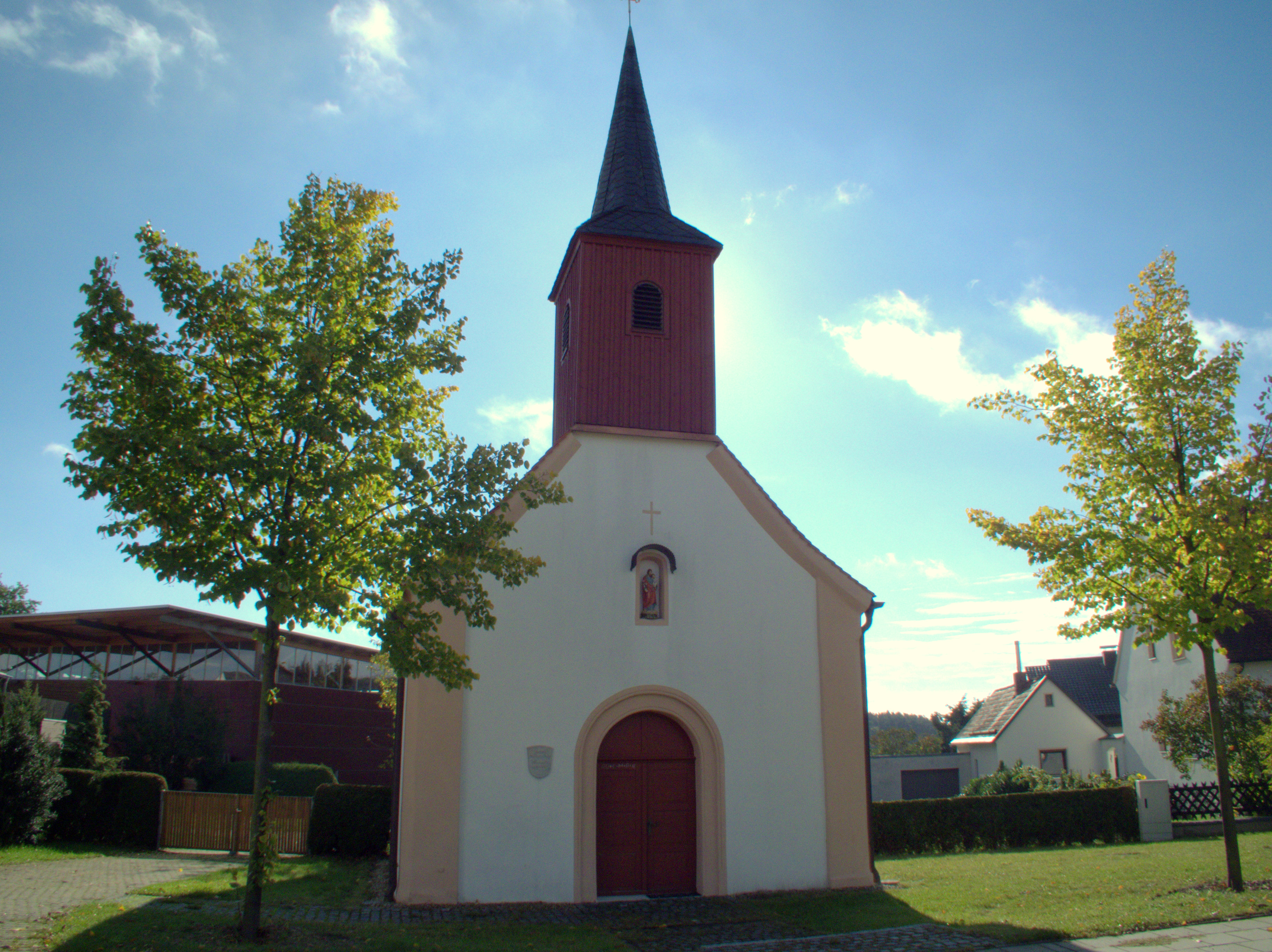
Die alte Dorfkapelle von Stauf

Auf dem Staufer Berg befinden sich die Reste des Burgstalles Stauf, der zum Besitz der Familie Stauff von Stauffenberg gehörte, über die jedoch nur wenig bekannt ist. Ein Hans Staff von Stauffenberg ist 1424 Beisitzer beim Landgericht Hirschberg, 1427 folgt ihm ein Dietrich von Stauffenberg.
Der Ort selbst entwickelte sich ab etwa 1100, 1269 wird unter den zum Amt Berngau gehörigen Orten auch ein „Steuffleyn“ erwähnt. 1326 wird „Steufflein“ als Dorf mit 4 Huben und einem Lehen beschrieben. Im Sommer 1633, also im Dreißigjährigen Krieg, hielt sich in der Nähe von Stauf ein 600 Mann starkes Infanterieregiment des österreichischen Generals Ernesto Montecuccoli auf, die sich am 27. Juni 1633 ein Gefecht mit schwedischen Truppen lieferten. Als die Schweden kurz darauf nach starkem Beschuss in Neumarkt eindrangen, kam es in den umliegenden Orten zu Plünderungen, so auch in Stauf.
Für den Bau des Ludwig-Donau-Main-Kanals trat die Gemeinde Stauf 1845 den Rosenweiher ab und erhielt dafür 700 Gulden, mit denen 1852 eine Kapelle errichtet wurde.
Im Zweiten Weltkrieg blieb Stauf weitgehend von Zerstörungen verschont. Beim Kampf um Neumarkt im April 1945 errichtete eine SS-Einheit eine Feuerstellung auf dem Staufer Berg, die beim Heranrücken der amerikanischen Truppen jedoch aufgegeben wurde.
Bei der Gemeindegebietsreform, die am 1. Juli 1972 in Kraft trat, wurde die Gemeinde Stauf aufgelöst. Stauf kam zur neuen Großen Kreisstadt Neumarkt, der Gemeindeteil Buchberg fiel an die Gemeinde Sengenthal.
Seit jeher gehörte Stauf zur Pfarrgemeinde Berngau. 1976 wurde Stauf dann in die Pfarrei Woffenbach eingegliedert. 1979 erfolgte die Grundsteinlegung für die neue Kirche St. Walburga, die 1980 fertiggestellt wurde.
1980 wurde der Sportverein (SV) Stauf gegründet, der zunächst in der Buchberger Straße spielte und später am Staufer Weiher eine Sportanlage erhielt.

## Verkehr und Infrastruktur
Die Staatsstraße 2238, die Neumarkt mit Freystadt und der Bundesautobahn 9 verbindet, führte bis 1993 durch Stauf. Sie ist heute über eine Umgehungsstraße an die Neumarkter Stadtumgehung angeschlossen, wodurch der Straßenverkehr in Stauf erheblich reduziert werden konnte. Die Buslinie 569 verbindet Stauf mit dem Stadtzentrum und dem Bahnhof.
Stauf verfügt über nur wenig Infrastruktur. Einkaufsmöglichkeiten des täglichen Bedarfs, Ärzte, Kindergärten und Schulen befinden sich in Neumarkt selber oder im benachbarten Gemeindeteil Woffenbach. Südlich von Stauf liegt seit 1999 das Gewerbegebiet Stauf-Süd, in dem sich verschiedene Unternehmen ansiedelten.

## Kultur und Sehenswürdigkeiten

### Kirchliche Einrichtungen
- Dorfkapelle „Unbefleckte Empfängnis Mariä“[4]
- Filialkirche St. Walburga

### Bodendenkmäler (lt. Bayerischer Denkmalliste)
- Mittelalterlicher Burgstall[5]
- Vorgeschichtliche Siedlung[6]

## Belege
1. ↑  Neumarkt in der Oberpfalz – Zahlenspiegel 2023. (PDF; 8,6 MB) S. 4, abgerufen im Oktober 2024.
2. ↑  BayernAtlas. In: BayernAtlas. Bundesland Bayern, Landesamt für Digitalisierung, Breitband und Vermessung; München, abgerufen am 11. März 2025.
3. ↑  Wilhelm Volkert (Hrsg.): Handbuch der bayerischen Ämter, Gemeinden und Gerichte 1799–1980. C. H. Beck, München 1983, ISBN 3-406-09669-7, S. 533.
4. ↑  Denkmalnummer D-3-73-147-91 „Unbefleckte Empfängnis Mariä“
5. ↑  Denkmalnummer: D-3-6734-0038 Mittelalterlicher Burgstall
6. ↑  Denkmalnummer: D-3-6734-0064 Vorgeschichtliche Siedlung

Koordinaten: 49° 16′ N, 11° 26′ O